# Єльшанське
Єльша́нське (каз. Ельшанское) — село у складі Карабалицького району Костанайської області Казахстану. Входить до складу Тогузацького сільського округу.
Населення — 133 особи (2021; 235 у 2009, 226 у 1999, 238 у 1989).
У радянські часи село називалось Єлшанка.